# 島原健三
島原 健三（しまはら けんぞう、1928年3月22日 - ）は、日本の化学者、翻訳家、成蹊大学名誉教授。筆名・芹生 一（せりう はじめ、せりゅう はじめ）。
東京生まれ。父は慶應予科教授の島原逸三、姉はロシア語翻訳家の島原落穂。1950年慶應義塾大学工学部応用化学科卒、1974年慶大工学博士。化学工場勤務、高校教諭を経て、1974年成蹊大学工学部教授、1999年定年、名誉教授。芹生一の筆名で英米児童文学の翻訳を行い、詩も書いた。

## 著書
- 『四季 島原健三詩集』ユリイカ 1954
- 『化学問題解法 盲点の発見』学友社 1958
- 『基礎応用化学計算法』三共出版 1960
- 『理工系学生・技術者化学計算』三共出版 1973
- 『新化学計算 理工系学生・技術者』三共出版 1984
- 『概説生物化学』三共出版 1991
- 『化学計算 基礎から応用まで』三共出版 2001

### 共著
- 『数学1問題解法 盲点の発見』近藤保共著 学友社 1960
- 『化学計算の解釈研究』水林久雄共著 三共出版 1976
- 『わかりやすい化学計算』水林久雄共著 三共出版 1995

### 翻訳
- C.S.ハーメン『数値で学ぶ生物科学』佐伯和昭共訳 講談社 1976
- J.W.ファン・スプロンセン『周期系の歴史』三共出版 1978
- T.J.トレン『自壊する原子 ラザフォードとソディの共同研究史』三共出版 1982

芹生一名義
- ルイス=キャロル『鏡の国のアリス』偕成社文庫 1980
- ルイス=キャロル『ふしぎの国のアリス』偕成社文庫 1980
- J.M.バリ『ピーター・パンとウェンディ』偕成社文庫 1989
- キングズリー『水の子どもたち 陸の子どものための妖精の物語』偕成社文庫 1996
- アントワーヌ・ド・サン＝テグジュペリ『星から来た王子』海苑社 2009

編著
- 島原落穂『シベリアの虹 歌集』芹生一編 島原健三 2014